# Mellersta kilformade benet
| Anteromedial vy | Posterolateral vy |
| Vänstra mellersta kilformade benet. Vänster: Framsidan och den mediala sidan. Höger: Baksidan och den laterala sidan. Illustrationer: Gray's Anatomy, 1918. (PD) |                   |

Mellersta kilformade benet (latin: os cuneiforme intermedium) eller andra kilformade benet (os cuneiforme secundum) är det minsta av fotens (pes) tre kilben. Det har en regelbunden kilform med spetsen riktad nedåt. Benet är placerat mellan fotens andra två kilben och ledar baktill mot båtbenet och framtill mot det andra mellanfotsbenet.
Mellersta kilformade benet ledar mot fyra ben:
1. Båtbenet (os naviculare)
2. Inre kilformade benet (os cuneiforme mediale)
3. Yttre kilformade benet (os cuneiforme laterale)
4. Andra mellanfotsbenet (os metatarsale II)

Framsidan är triangulär och större än baksidan. Det ledar mot andra mellanfotsbenets bas.
Även baksidan är triangulär. Den ledar mot den mellersta ledfacetten på båtbenets framsida.
På den mediala sidan ligger en L-formad ledyta längs med de övre och bakre kanterna som ledar mot det inre kilformade benet. I övrigt är ytan skrovlig och tjänar som fäste för ligament.
Vid den laterala sidans bakkant finns en slät ledfacett som ledar mot det tredje kilformade benet.
Ovansidan är kvadratisk och skrovlig och utgör fäste för ligament.
Undersidan utgör en utskottliknande spets. På dess skrovliga yta fäster ligament och en del av senan från muskeln m. tibialis posterior ("skenbenets bakre muskel").